# Абастуманська астрофізична обсерваторія
41°45′15.00″ пн. ш. 42°49′10″ сх. д. / 41.7541667° пн. ш. 42.81944° сх. д.
Абастуманська астрофізична обсерваторія Міністерства освіти та науки Грузії — астрономічна обсерваторія АН Грузії, заснована у 1932 році. Розташована поблизу м. Ахалцихе як перша високогірна астрофізична обсерваторія СРСР.

## Керівники обсерваторії
- 1932—1992 — Євген Кирилович Харадзе, з 1992 року — почесний директор
- 1992—2000 — Джумбер Георгійович Ломінадзе,
- 2000 — 1 травня 2006 року — Ролан Ілліч Кіладзе
- з 1 травня 2006 року Обсерваторія неодноразово реорганізовувалася та змінювала статус, посада керівника стала адміністративною. Цю посаду обіймали: Омар Куртанідзе, Георгій Джавахішвілі, Василь Кухіанідзе та Майя Тодуа.
- З серпня 2020 року Обсерваторія є юридичною особою публічного права у складі Міністерства Освіти та Науки Грузії. Адміністративним керівником Обсерваторії є Реваз Чанішвілі, науковим керівником — академік Грузинської Національної Академії Наук Георгій Чагелішвілі.

## Історія обсерваторії
Обсерваторія була заснована 8 лютого 1932 року. Спочатку вона розташовувалась у селищі міського типу Абастумані. Однак через 5 років її перенесли на гору Канобілі, розташовану на висоті 1650 метрів над рівнем моря, на Малому Кавказькому Хребті. Ця гора відзначалася прозорою та стабільною атмосферою, що робило її ідеальним місцем для астрономічних спостережень.
Вже в 1892 році в селищі Абастумані була встановлена тимчасова гірська астрономічна обсерваторія, яка належала Петербурзькому університету. У цій обсерваторії був встановлений 9-дюймовий рефрактор, на якому російський астроном і дослідник професор С. Глазенап спостерігав тісні подвійні системи за допомогою невеликого телескопа. Благодаря відмінним атмосферним умовам, він зміг спостерігати тісні кратні зірки, які були практично недоступні для спостережень в інших місцях.
У 1893 році американський дослідник подвійних зірок Шерберн Веслі Бернхем відзначив, що спостереження подвійних зірок, проведені професором Глазенапом, чітко показали, що Абастумані є особливо сприятливим місцем для астрономічних спостережень.
Таким чином увага була приділена Абастумані завдяки незвичайно спокійним атмосферним умовам. І в 1930—1931 роках під час спеціальної експедиції Ленінградського астрономічного інституту, Тбіліської Геофізичної Обсерваторії та інших організацій було обрано місце для будівництва нової обсерваторії. У 1932 році почалося будівництво Абастуманської астрофізичної обсерваторії, а її директором було призначено молодого вченого Євгена Харадзе. Він очолював обсерваторію 60 років. З 1992 року аж до своєї смерті Євген Харадзе виступав як почесний директор. З 1937 обсерваторія видає власний «Бюлетень».
У 2000 році в обсерваторії було організовано Центр астрофізики плазми.
З 90-х років XX століття обсерваторія мала назву «Грузинська національна астрофізична обсерваторія ім. Є. Харадзе АН Грузії», а в 2007 році обсерваторію було включено до складу Державного університету імені Чавчавадзе (Чавчавадзе, Ілля Григорович) та з її назви прибрано «ім. е. Харадзе АН Грузії».
З серпня 2020 року Обсерваторія є юридичною особою публічного права у складі Міністерства освіти та науки Грузії. Назва наукового закладу — Грузинська національна астрофізична обсерваторія ім. Євгенія Харадзе (სსიპ საქართველოს ევგენი სტროფიზიკური ობსერვატორია).

## Інструменти обсерваторії
Список інструментів обсерваторії :
- АЗТ-11 (D = 1250 мм, F = 16250 мм) Річі-Кретьєн, встановлений у 1977 році
- АС-32 (D = 700 мм, F = 2100 мм) — менісковий телескоп конструкції Максутова та Іоаннісіані встановлено в 1955 році
- Рефрактор Цейс (D = 400 мм, F = 6800 мм) встановлено у 1936 році
- Подвійний астрограф Цейс (D = 400 мм, F = 3000 мм) встановлений у 1978 році
- Аерозольний лідер М-10 — Шмідт-Кассегрен (D = 254 мм, F = 2540 мм)
- Фотометр скануюче-дзеркало (комплекс приладів для вивчення сутінкового та нічного неба)
- Спектрограф СП-48
- 33-см рефлектор, встановлений у 1932 році, зараз встановлений у музеї ДПАО
- 48-см рефрактор або Кассегрен (встановлений у 1968 році)
- 44-см камера Шмідта, Цейс (встановлена у 1940 році)
- ОРІ-22 (D = 220 мм, F = мм) (перше світло 30 березня 2008 року) — встановлено паралельно 40 см Цейсу за програмою ПулКОН

Сонячні телескопи:
- КГ-2 (D = 530 мм, F = 8000 мм) Великий позазамінний коронограф системи Микільського Г. М. встановлено в 1976 році
- АФР-2 (D = Візуальний = 60 і Фотографічний = 130 мм; F = Візуальний = 5430 і Фотографічний = 9080 мм) — Хромосферно-фотосферний телескоп (стандартний, два телескопи на одному монтуванні!), встановлений у 1957 році
- Горизонтальний сонячний телескоп (АЦУ-5 ?) (D = 440 мм, F = 6050 мм), встановлений у 1964 році
- Коронограф Ліо (D = 120 мм, F = 3000 мм), встановлений у 1965 році
- Параболічний радіотелескоп (D = 1000 мм, Довжина хвилі = 3.25 см), встановлений у 1985 році
- Синфазний багатополярний радіотелескоп (Площа антени = 20м², Довжина хвилі = 1.43 см), встановлений у 1956 році

## Відділи обсерваторії
- Лабораторія дослідження верхніх шарів атмосфери

## Напрями досліджень
- Структура та еволюція Галактики
- Позагалактичні об'єкти
- Змінні зірки
- Зіркові системи та скупчення
- Сонце
- Об'єкти Сонячної системи (планети, супутники, астероїди, комети, міжпланетний простір)
- Сонячно-земні зв'язки
- Будова верхньої атмосфери Землі
- Астрофізична плазма
- Рання Всесвіт
- Історія астрономії

## Основні досягнення
- 17 планетарних туманностей
- 3 зоряні скупчення
- безліч емісійних зірок
- Відкриті наднові та першовідкривачі[4]:

- 1967C — Чуадзе
- 1979 — Кімерідзе
- 1980L — Інасарідзе, Росіно
- 1984A — Кімерідзе
- 1988J — Кімерідзе
- 1989M — Кімерідзе

- Відкриті комети :

- C/1942 X1 (Whipple-Fedtke-Tevzadze), старі позначення 1943 I та 1942g (першовідкривач Тевзадзе)
- X/1970 W1 (Churyumov), старе позначення 1970n

- Монографія Е. К. Харадзе: «Каталог показників кольору 14 тисяч зірок та дослідження поглинання в Галактиці на основі кольорових надлишків зірок»

## Відомі співробітники
- Глазенап, Сергій Павлович — перший астроном-спостерігач, який виявив гарний астроклімат Абастумані.
- Вашакідзе, Михайло Олександрович

## Цікаві факти
- 33-см рефлектор — був першим радянським телескопом (1932) з першим радянським фотометром (1937)[8]
- АЗТ-11 був першим повністю автоматизованим з комп'ютерним управлінням телескопом, а також першим телескопом з оптичною системою Річі-Крітьєна в СРСР (1977 рік)
- Євген Кирилович Харадзе був директором (включно з почесним званням протягом 9 останніх років життя) Абастуманської обсерваторії 69 років — це рекорд для керівників державних наукових установ. До останнього дня свого життя залишався активним учасником роботи обсерваторії[9]. За свою довгу професійну кар'єру Євген Кирилович встиг побувати: ректором Тбіліського державного університету ім. І. Джавахішвілі; віце-президентом, а потім і Президентом Академії Наук Грузії, а також на посаді віце-президента Міжнародного астрономічного союзу (1976—1982) та Всесоюзного астрономо-геодезичного товариства.